# Abraham Diepraam

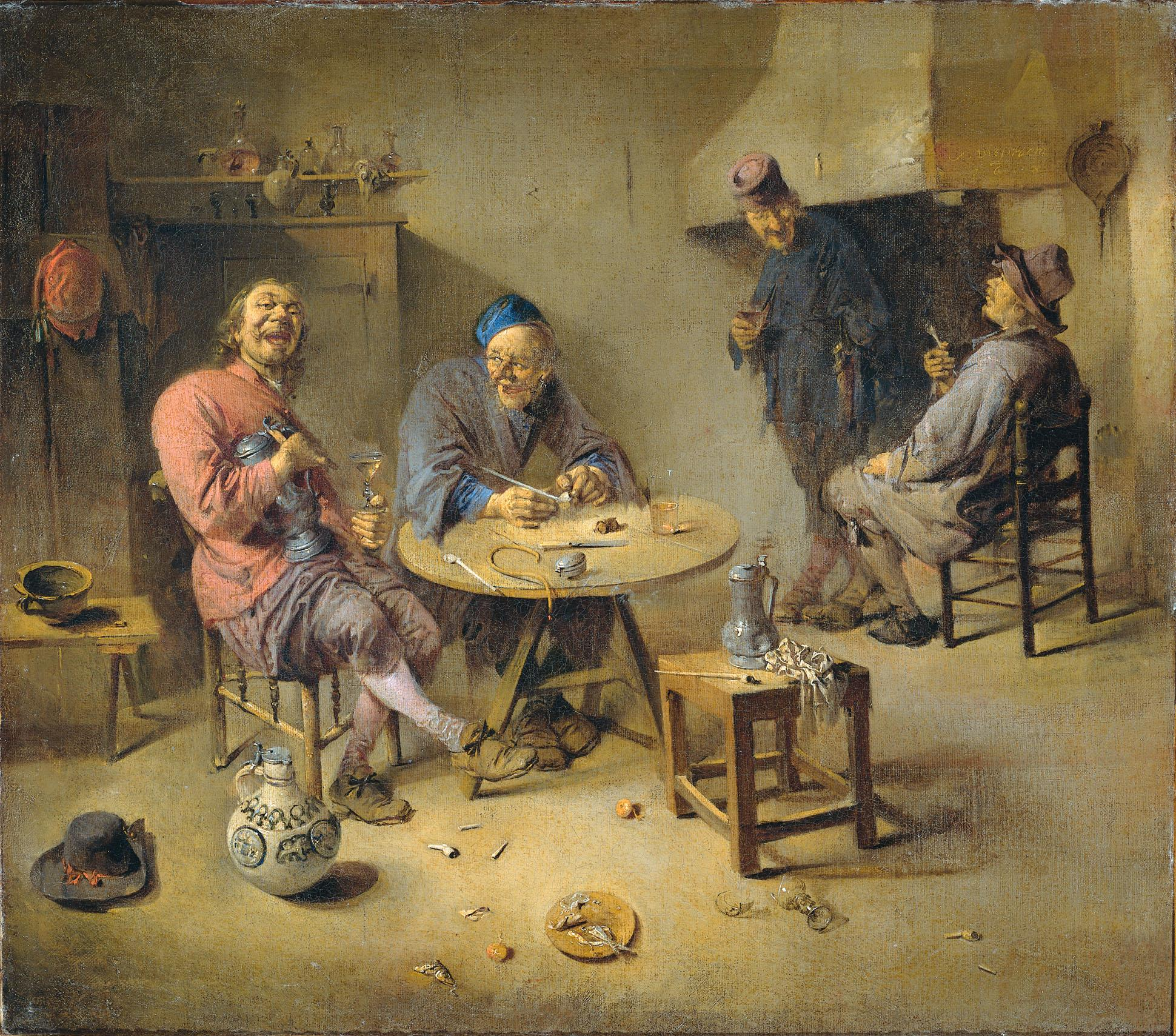
De gelagkamer, 1665, Rijksmuseum Amsterdam

Abraham Diepraam (Rotterdam, ged. 23 januari 1622 - aldaar, begr. 16 juli 1670) was een Nederlandse kunstschilder. Hij vervaardigde portretten, interieurs, schilderijen van het boerenleven en kroegscènes.
Volgens Arnold Houbraken was zijn eerste leermeester de Utrechtse glasschilder H.P. Stoop. In Rotterdam was hij in de leer bij Hendrick Martensz. Sorgh en in Antwerpen bij Adriaen Brouwer (ofwel was hij een navolger van diens stijl, omdat Brouwer reeds in 1638 overleed). In 1648 werd Diepraam lid van het Sint-Lucasgilde in Dordrecht. Hij werd zelf de leermeester van Mathijs Wulfraet.
Houbraken beweert de schilder in 1674 gekend te hebben, hoewel Diepraam toen al vier jaar dood moet zijn geweest. Hij beschrijft de schilder als een losbol en kroegloper en heeft zeker geen hoge dunk van diens latere werk. Diepraam zou zijn werkjes zelf in kroegen hebben verkocht en de opbrengsten meteen hebben verbrast. Later zou hij aan nog lagerwal zijn geraakt en met zijn schilderijen met weinig succes langs de deuren hebben geleurd. Zijn latere ongecontroleerde stijl, waarbij de verfstreken elkaar niet eens meer raakten, zou het gevolg zijn geweest van constante dronkenschap.